# Nicolás Gallo
Nicolás Gallo Barragán (* 8. September 1986) ist ein kolumbianischer Fußballschiedsrichter. Er steht als dieser seit 2018 sowie als Video-Assistent seit 2021 auf der Liste der FIFA-Schiedsrichter.

## Karriere
Sein Debüt in der lokalen erstklassigen Primera A hatte er in der Clausura 2011. International leitete er am 12. April 2018 das erste Mal ein Spiel in der Copa Sudamericana. Kurz darauf wurde er dann auch in der Copa Libertadores eingesetzt. Zur Weltmeisterschaft 2022 wurde er ins Aufgebot der Video-Assistenten berufen.